# مدونا و کودک با یک فرشته (بوتیچلی)
مدونا و کودک با یک فرشته (به انگلیسی: Madonna and Child with an Angel) یک نقاشی مربوط به دوره رنسانس اثر نقاش ایتالیایی ساندرو بوتیچلی است که حدود سال‌های ۱۴۶۵ تا ۱۴۶۷ میلادی خلق شده‌است و در مؤسسه معصومین فلورانس قرار دارد.
این نقاشی، یکی از ابتدایی‌ترین آثار بوتیچلی است که رابطه نزدیک هنری بوتیچلی با معلم خود، فلیپو لیپی را نشان می‌دهد که از تابلوی باکره و کودک با دو فرشته الگوبرداری شده‌است. نقاشی مدونای بوتیچلی، با تصویربرداری واقعی از مدل‌های نوزادان زنده، ممکن است اولین تصویر شناخته شده از عصب‌شناسی رفلکس کف پا باشد.